# Bulbophyllum pocillum
Bulbophyllum pocillum là một loài phong lan thuộc chi Bulbophyllum.